# Elephantomyia corniculata
Elephantomyia corniculata är en tvåvingeart som beskrevs av Ribeiro och Souza Amorim 2002. Elephantomyia corniculata ingår i släktet Elephantomyia och familjen småharkrankar. Inga underarter finns listade i Catalogue of Life.